# 東洋学館
東洋学館（とうようがっかん）は、1884年から1885年にかけて、上海で、興亜学館（こうあがっかん）、亜細亜学館（あじあがっかん）と名称を変えながら日本人によって経営された学校。
中国における日本人の経営による教育機関としては、後の日清貿易研究所や東亜同文書院に先んじた存在であり、また、それらにも人脈の上で間接的な影響を及ぼした。

## 沿革
上海に日本人のための中国語学校を設けようとする動きは、1883年ころから、九州改進党関係者の間にあったとされている。一説には、設立時の発起人にも名を連ねた中江兆民の発案であったともいう。1884年7月、東洋学館の設立に向けた「綱領」と「趣意書」が作成され、8月に虹口乍浦路第28号館に、寄宿舎制の学校として東洋学館が開設された。当時の虹口は、共同租界の一角に「日本人街」が形成されていたが、開校時点における立地場所は娯楽施設が多い、風紀上の虞れも取りざたされるようなところであった。
発足時における構想では、修業年限を3年ないし4年とする商法学、政治経済学、法律学の専攻を置くものとされ、加えて、語学を中心に2年学ぶ予科を併設することになっていた。しかし、開校当初から、上海の領事館当局からは有名無実の学校と目されて、日本政府からの公的認可や支援を受けることはできなかった。結果的には専門教育はほとんど行なわれず、実態は中国語と英語を教える語学学校にとどまった。
体制の建て直しを企図した東洋学館は、10月に『朝野新聞』主筆であった末広重恭（鉄腸）を館長に立て、現地上海に大内義映、鈴木万次郎を学校設立委員として派遣し、さらに館長代理・山本忠礼などを現地に送り、いったん学館を閉館の上、11月からの再開に取り組んだ。その後、再開後の校名を興亜学館とするが、「興亜」の文字を不穏とする意見を受け、さらに亜細亜学館と改称して、アメリカ合衆国の租界となっていた崑山路第8号館に移転し、学校再開の開館式を行った。亜細亜学館は、イギリス人、中国人の教員も加えて体制を整え、中国人学生の受け入れも行ない、日本政府に対して認可申請を行なったが、認可は遂に下りなかった。
最終的には、1885年9月に学生募集停止の諭達が政府から下され、財政難という背景もあって学館は解散することとなったが、負債整理と関係者の帰国のために、大隈重信が資金援助を行なった。